# 太原府文廟
太原府文廟（たいげんふぶんびょう）は、中華人民共和国山西省太原市迎沢区上官巷に位置する孔子廟。

## 歴史
文廟は金の天会年間に建立された。清の光緒7年（1881年）、汾河が氾濫し、文廟が洪水で破壊された。翌年、山西巡撫の張之洞は火砕した崇善寺の廃墟で文廟の再建を提案している。
民国8年（1919年）に山西省図書博物館に改築され、その後民衆教育館に改作された。
1953年、山西省博物館がここに設置されている。1996年、山西省人民政府は文廟を山西省文物保護単位に認定した。2013年3月、中華人民共和国国務院は文廟を全国重点文物保護単位に認定した。

## 建築
万仞宮墻、欞星門、泮池、大成門、大成殿、木牌坊、崇聖祠

## ギャラリー
- 万仞宮墻の外側
- 万仞宮墻の内側
- 欞星門
- 大成門
- 大成殿
- 大成殿の御道
- 大成殿内部
- 大成殿の斗拱
- 大成殿の欄杆
- 大成殿の欄杆の獣頭
- 崇聖祠の木牌坊
- 崇聖祠